# Pena capital en Pakistán
La pena capital es una forma de castigo legal contra los criminales en Pakistán. Al menos 241 personas fueron sentenciadas a muerte en Pakistán en el 2005 y al menos 31 de ellas fueron ejecutadas - el quinto puesto en número de ejecuciones mundiales. Pakistán es el quinto país que más ejecuta la pena de muerte (contando el total de casos y no per cápita), colocándose detrás de la República Popular China, Irán, Arabia Saudita y los Estados Unidos
. Además, Amnistía Internacional ha informado que en el 2007, las ejecuciones aumentaron preocupantemente en Pakistán, ejecutando a 135 personas en 2007 frente a las 82 del año anterior. Actualmente, 3000 personas se encuentran en el corredor de la muerte en Pakistán aguardando ejecución, muchos de ellos sentenciados por cortes de primera instancia. Por su parte, Amnistía Internacional informó de 13 ejecuciones en el año 1999, pocas, frente a las cifras de los últimos años.
El ahorcamiento sigue siendo el método más usado de ejecución.

## La pena capital luego del Imperio Británico
Bajo el Imperio Británico, el pueblo de Pakistán, miembro del Raj Británico, mantenía la pena capital sólo para los delitos de asesinato y traición. Estos delitos también eran los únicos en ser castigados con la pena de muerte en el naciente Pakistán de 1947 hasta que llegó al gobierno en el año 1977, el general Muhammad Zia-ul-Haq quien estableció una dictadura. Durante su gobierno hasta el año 1988 y basado en una conservadora visión del Islam, el general Zia-ul-Haq, agregó muchos delitos más a la pena capital como por ejemplo la blasfemia, arrancar las ropas de una mujer en público y el sabotaje a vías férreas, hasta llegar a hoy día donde según organizaciones de Derechos Humanos, los delitos legibles de muerte son 27. Además, el general Zia-ul-Haq, demostró su total apoyo a este tipo de castigo cuando ejecutó al depuesto primer ministro de entonces, Zulfikar Ali Bhutto, pese a los pedidos de clemencia procedentes de todo el mundo. Bhutto fue ejecutado el 4 de abril de 1979 luego de un juicio al cual se criticó por sus aires politizados.